# Ultimate Marvel vs. Capcom 3
Ultimate Marvel vs. Capcom 3 (яп. アルティメット マーヴル VS. カプコン3 Арутимэтто: Мабуру барасу Капукон: Сури) — игра-кроссовер в жанре файтинг, разработанный компанией Capcom. Является обновленной версией Marvel vs. Capcom 3: Fate of Two Worlds. Релиз Ultimate Marvel vs. Capcom 3 состоялся в ноябре 2011 года для PlayStation 3 и Xbox 360; через год игра была портирована на PlayStation Vita.
Первоначально разработчики планировали выпустить ряд загружаемого контента для оригинала, но свои коррективы внесло землетрясение и цунами, произошедшее в Японии в 2011 году. Таким образом нарушился график разработки дополнений для Marvel vs. Capcom 3, и руководство Capcom решило выпустить отдельно все обновления на диск.
После выхода игра была положительно оценена критиками. Обозреватели хвалили проект за игровой процесс и поддержки режима онлайн-игры, но критиковали из-за небольшого количества новых персонажей. По состоянию на декабрь 2013 года было продано более 1,2 миллиона копий игры по всему миру для игровых консолей PlayStation 3 и Xbox 360.

## Игровой процесс

Кадр из игры: бой между Доктором Стрэнджом и Немезисом — двумя новыми персонажами для этой обновлённой версии — на арене. Также был изменён дизайн счётчика здоровья

Игровая механика Ultimate Marvel vs. Capcom 3 осталась в основе своей неизменной и практически ничем не отличается от Marvel vs. Capcom 3. Она использует трёхмерные модели персонажей, однако в основных чертах игровой процесс напоминает старые двухмерные игры, выходившие на консоли 4-го поколения; в качестве примера можно привести управление персонажами — бойцы могут двигаться только вперёд и назад. Игроки выбирают команду из трёх персонажей, которым предстоит сразиться в бою. Здесь используется такая же функция командного боя, как и в его предшественнике — в любой момент можно переключаться на другого персонажа. Цель боя состоит в использовании различных атак, чтобы опустошить шкалу здоровья противника и нанести поражение всей его команде или сохранить наибольшее количество здоровья перед остановкой времени. Функция X-Factor (рус. Икс-Фактор), введённая в Marvel vs. Capcom 3, вернулась в усовершенствованном варианте в Ultimate Marvel vs. Capcom 3: теперь игрок может активировать эту способность в воздухе, тогда как значения прироста скорости и урона во время действия X-Factor настроены индивидуально для каждого бойца.. Во время боя игрок может комбинировать свои приёмы и позвать своих товарищей, чтобы совершить одну из трёх специальных атак, имеющая название «Assist» (рус. Помощь). Шкала силы наполняется энергией, которая может быть потрачена игроком для выполнения определённых атак, например для гипер-комбо и сильных атак.
Ultimate Marvel vs. Capcom 3 включает в себя режимы игры из оригинальной игры, включая «Arcade» (рус. Аркада), «Versus» (рус. Бой) и «Training» (рус. Обучение). «Heroes and Heralds» (рус. Герои и Вестники) — одиночный и многопользовательский командный режим, в котором игроки получают новые способности с картами, позволяющие усовершенствовать способности своих персонажей. В игре доступно всего 100 карт. В Ultimate Marvel vs. Capcom 3 также представлена онлайн-режим.

### Играбельные персонажи
Всего персонажей в Ultimate Marvel vs. Capcom 3 насчитывается 48: 36 персонажей были играбельными в оригинале, и 12 бойцов появляются впервые. Все изданные дополнения для Marvel vs. Capcom 3: Fate of Two Worlds совместимы с данной игрой. Новый автономный режим позволяет игрокам играть за Галактуса, за которого ранее было невозможно поиграть. Персонажи, показанные в этом списке, появляются в файтинге первый раз (кроме Страйдера):
| Marvel            | Capcom        |
| ----------------- | ------------- |
| Доктор Стрэндж    | Файрбренд     |
| Призрачный гонщик | Фрэнк Вэст    |
| Соколиный глаз    | Немезис       |
| Железный кулак    | Феникс Райт   |
| Нова              | Страйдер Хирю |
| Енот Ракета       | Вергилий      |

## Разработка
После выхода Marvel vs. Capcom 3, у команды разработчиков игры были планы выпустить для данной игры больше загружаемого контента. Однако осуществлению этих планов помешало землетрясение и цунами в Японии. Руководитель и продюсер Рёта Ниицума вместе с командой решил выпустить весь новый контент отдельно на новый диск. 20 июля 2011 года на выставке San Diego Comic-Con International представитель Capcom объявил о начале разработки обновленной версии Marvel vs. Capcom 3. Было заявлено, что в новом издании будут присутствовать новые персонажи, арены, костюмы, и появится сюжет. Было заявлено о вводе многих новых функций и усовершенствований к уже имевшимся, исходя из многочисленных просьб фанатов. На выставке Tokyo Game Show в 2011 году Ёсинори Оно, продюсер серии Street Fighter, объявил о создании игры для портативной консоли PlayStation Vita. Эта версия практически не отличается от оригинала, за исключением поддержки сенсорного управления.
Также, как и предшественник, Ultimate Marvel vs. Capcom 3 должна была привлечь новых игроков. Если дизайнеры из Capcom при создании Marvel vs. Capcom 3 уделяли игровому процессу, то в продолжении основное внимание было сосредоточено на стратегию, а контроль над пространством, по словам создателей, должен будет стать интуитивным.
Игроки, сделавшие предварительный заказ в магазине GameStop, получали игру с контентом, куда входили дополнительные костюмы для персонажей. Все эти дополнения позже стали доступны через сервисы Xbox Live и PlayStation Network.

## Восприятие
| Сводный рейтинг       | Сводный рейтинг                                           |
| Агрегатор             | Оценка                                                    |
| --------------------- | --------------------------------------------------------- |
| GameRankings          | 81,28 % (PS3) 81,17 % (X360) 81,82 % (Vita) 78,65 % (PS4) |
| Metacritic            | 80/100 (PS3) 79/100 (X360)                                |
| Иноязычные издания    |                                                           |
| Издание               | Оценка                                                    |
| 1UP.com               | B+                                                        |
| Edge                  | 7/10                                                      |
| G4                    | 4/5                                                       |
| Game Informer         | 8/10                                                      |
| GamePro               | [ 41 ]                                                    |
| GameSpot              | 8/10                                                      |
| GamesRadar+           | 7/10                                                      |
| IGN                   | 8,5/10                                                    |
| TeamXbox              | 8,5/10                                                    |
| Русскоязычные издания |                                                           |
| Издание               | Оценка                                                    |
| «Страна игр»          | 6,5/10                                                    |
| Награды               |                                                           |
| Издание               | Награда                                                   |
| IGN                   | Лучший файтинг 2011 года                                  |
| IGN                   | Лучший файтинг для Xbox 360                               |

После выхода Ultimate Marvel vs. Capcom 3 получила благоприятные отзывы от критиков. Средняя оценка, составленная сайтом Metacritic, составляет 80 и 79 балла для консолей PlayStation 3 и Xbox 360 соответственно, и 81 балл от GameRankings — для обеих систем. Представители сайта IGN в 2011 году наградили игру в сразу двух номинациях: лучший файтинг данного года и для консоли Xbox 360.
Игру часто хвалили за решение ряда вопросов по игровому процессу в Marvel vs. Capcom 3: Fate of Two Worlds и улучшенный онлайн-режим. Дмитрий Коконев из «Страны игр» находит большинство идей довольно интересными, но не доведенными до логического завершения. Критик из канала G4 в качестве плюсов обновления выделил игровой процесс, количество «популярных персонажей» и прохождение через интернет. Фанатам серии его будет не трудно пройти сюжетную линию, по причине большого количества приёмов у персонажей, а игрокам, первый раз столкнувшись с игрой, будут просто «валять дурака». Представитель 1UP.com похвалил разработчиков за «значительные улучшения», которые пошли игре на пользу, приводя в качестве примера устранение проблем в сетевом коде и улучшенную поддержку онлайн-мультиплеера. Журналист GameSpot понравились в дополнении больше доступных бойцов и уникальное сочетание безумия, происходящее во время прохождения. В журнале Edge похвалили стремление Capcom создать игру по бюджетной цене, но раскритиковал игровой процесс, к которому, по его словам, привыкнут опытные игроки в жанре файтинг.
Однако критики выражали разочарование из-за отсутствия расширенного списка настроек и небольшого количества новых персонажей. «Включение новых персонажей, безусловно, является полезным дополнением, что исправляет одну из главных проблем в Marvel vs. Capcom 3, — заявил рецензент из сайта IGN — однако в игру не были добавлены новые функции и режимы, и поэтому покупку за 40 долларов будет трудно проглотить». Журналист из Game Informer положительно отозвался о решении Capcom добавить новых персонажей и поменять игровую механику, но сделал предположение, что игрок, который играет в файтинги только ради новых персонажей, не приобретёт Ultimate Marvel vs. Capcom 3. Обозреватель из Edge назвал Феникса Райта единственным интересным дебютным персонажем. С этим мнением частично согласились на сайте 1UP.com, но посчитали введение других новых персонажей главным плюсом игры, так как они «приносят нечто свежее к столу». Комментируя появление Феникса Райта, Коконев пишет следующее: «…Это одновременно и победа, и поражение (то есть, ну, ничья). Никто не станет спорить с тем, что этого героя любят и ценят, и что все его удары довольно точно копируют выпады в зале суда и вообще поведение юриста».

## Продажи
Летом 2018 года, благодаря уязвимости в защите Steam Web API, стало известно, что точное количество пользователей сервиса Steam, которые играли в игру хотя бы один раз, составляет 126 699 человек.